# Promna

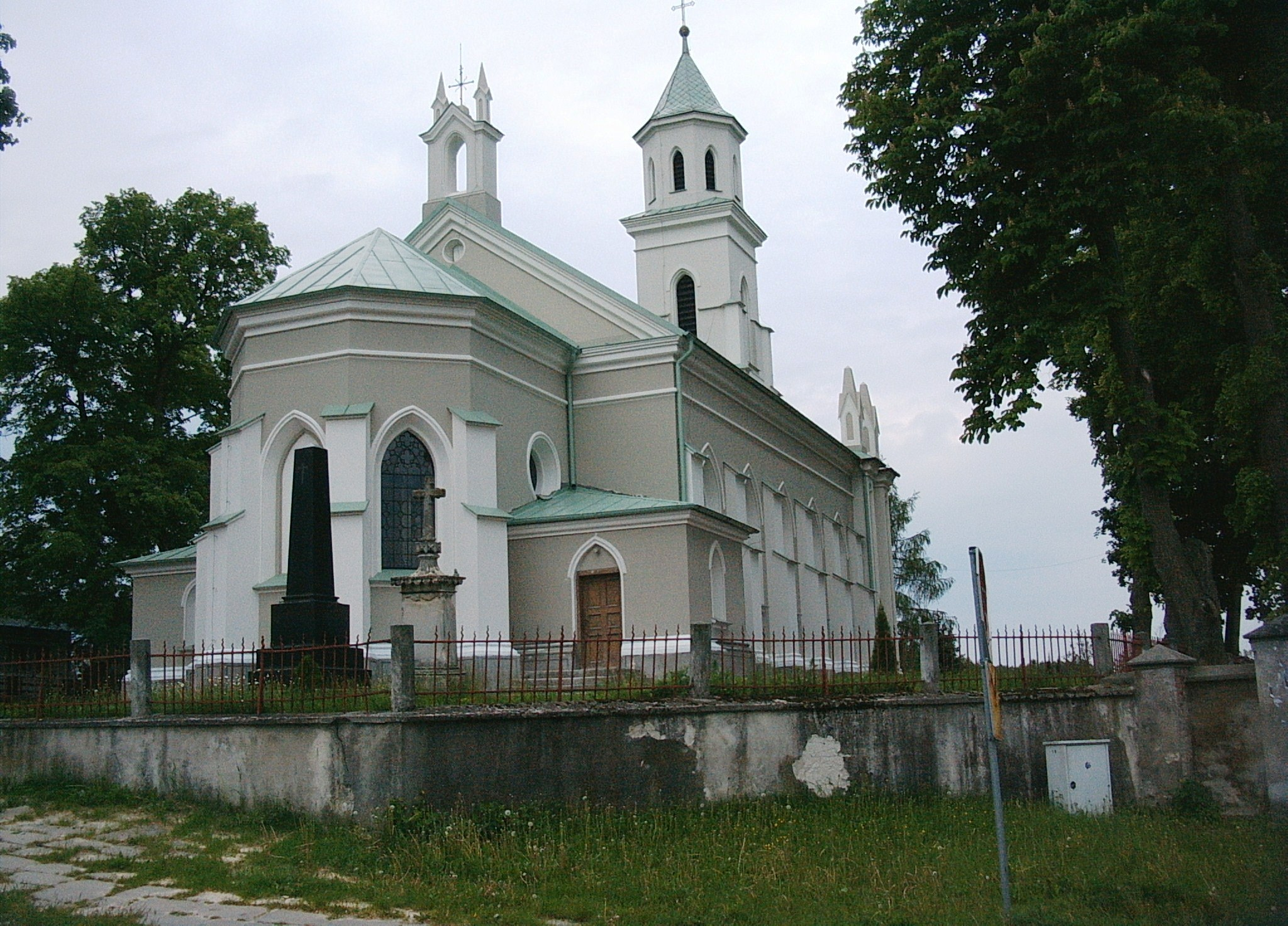
Maria-Magdalena-Kirche in Promna

Promna ist ein Dorf sowie Sitz der gleichnamigen Landgemeinde im Powiat Białobrzeski der Woiwodschaft Masowien, Polen.

## Gemeinde
Zur Landgemeinde Promna gehören folgende 31 Ortschaften mit einem Schulzenamt:
Biejków
Biejkowska Wola
Bronisławów
Broniszew
Daltrozów
Domaniewice
Falęcice
Falęcice-Parcela
Falęcice-Wola
Góry
Jadwigów
Karolin
Lekarcice
Lekarcice Nowe
Lekarcice Stare
Lisów
Mała Wieś
Osuchów
Olszamy
Olkowice
Pacew
Piekarty
Pelinów
Pnie
Promna
Promna-Kolonia
Przybyszew
Rykały
Sielce
Stanisławów
Wola Branecka
Weitere Orte der Gemeinde sind Adamów, Gajówka Jastrzębia, Helenów, Mała Wysoka, Piotrów, Wojciechówka und Zbrosza Mała.

## Söhne und Töchter der Gemeinde
- Henryk Bąk (1930–1998), polnischer Politiker, Vizemarschall des Sejm (geboren in Lisów)